# René Leriche (Mediziner)

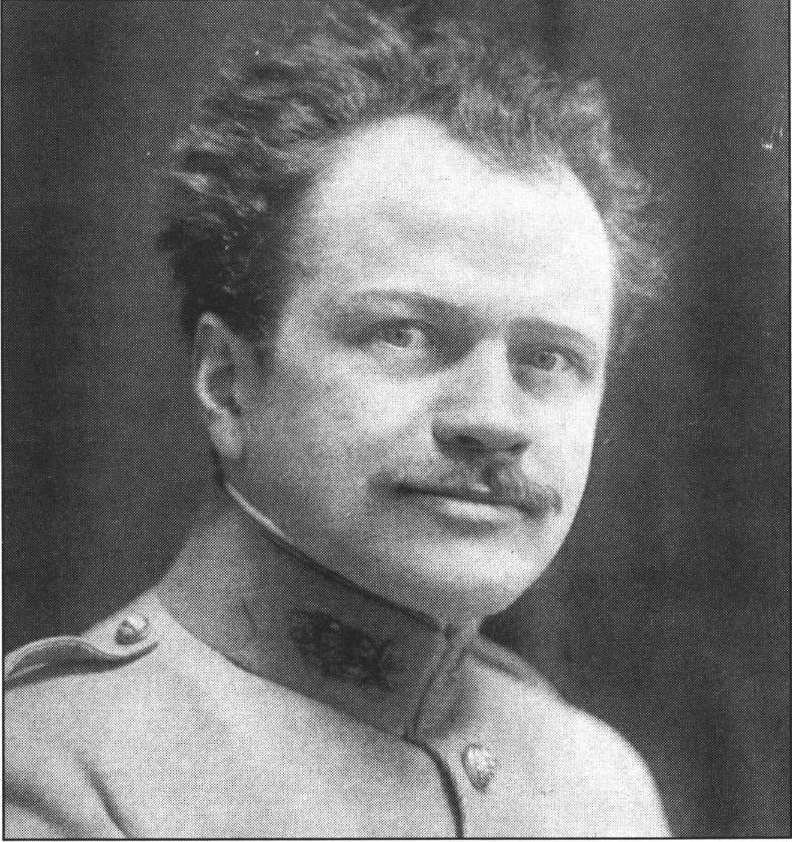
René Leriche, 1915

René Leriche (* 12. Oktober 1879 in Roanne; † 28. Dezember 1955 in Cassis) war ein französischer Chirurg. Er machte sich auch als Wissenschaftler, Schriftsteller und Philosoph einen Namen und galt als exzellenter Redner und Lehrer. Leriche war ein Schüler von Mathieu Jaboulay (1860–1913), der erste Versuche der Nierentransplantation vom Tier auf den Menschen sowie Xenotransplantationen von Schilddrüsengewebe vom Schaf auf den Menschen unternahm.
Zu Ehren Leriches erschien 1958 eine französische Briefmarke. Die International Society of Surgery verleiht eine Auszeichnung, die seinen Namen trägt (The Rene Leriche Prize).

## Leben
Leriche wurde am 12. Oktober 1879 in Roanne an der Loire in Zentralfrankreich als Sohn eines Rechtsanwalts geboren. In Lyon besuchte er das Collège de Saint-Chamond, strebte zunächst eine Ausbildung zum Priester an, entschied sich aber dann, Chirurg zu werden. Sein Medizinstudium absolvierte er dann in Lyon, wo er auch seine Karriere begann. 1902 absolvierte er sein Praktisches Jahr, 1906 folgte die Promotion mit einer Arbeit über die Magenresektion bei Krebs.
Von 1906 bis 1909 war Leriche Chef der chirurgischen Klinik in Lyon (Chef de Clinique Chirurgicale). 1906, 1911 und 1914 reiste er nach Deutschland, wo er in Universitätskliniken hospitierte, von deren straffer Organisation er begeistert war. Sein Wunsch war es, später eine Klinik nach deutschem Muster zu führen. 1913 und 1921 folgten Auslandsaufenthalte in den Vereinigten Staaten, wo er durch Alexis Carrel und William Stewart Halsted wesentliche Einflüsse erhielt. Während des Ersten Weltkriegs machte Leriche klinische Erfahrungen mit Schwerstverletzten. Er führte hier neuropathologische Untersuchungen über Stumpfschmerzen bei Amputierten durch. Nach Kriegsende war er bis 1920 am Saint Francois d’Assise tätig. Nach seiner Habilitation im Jahre 1920 wurde er Chef der experimentellen Chirurgie in Lyon, bevor er 1924 Chef der klinischen Chirurgie an der Universität Straßburg wurde. Am 10. März 1927 wurde er Ehrenmitglied des Royal College of Surgeons in England. 1931 kehrte er nach Lyon zurück, bevor er 1937 den Ruf aus Paris erhielt, wo er als erster Chirurg überhaupt Chef der experimentellen Medizin am Collège de France wurde. Im gleichen Jahr veröffentlichte er sein Werk La Chirurgie de la Doleur, das in drei Editionen erschien und in zahlreiche Sprachen übersetzt wurde.
Unter Kollegen und Schülern galt er als unbestechlicher Beobachter und scharfer Denker. Seine Patienten beschrieben ihn als bescheiden, verständnisvoll, empathisch und engagiert. Er besaß eine besondere Zuneigung zur französischen Küche und Weinen; ferner hatte er ein ausgeprägtes Interesse für Kunst.
1939 wurde ihm aufgrund seiner Verdienste in der chirurgischen Wissenschaft vom Royal College of Surgeons die Lister Medal verliehen, eine der höchsten Auszeichnungen, die ein Chirurg erhalten kann. Die entsprechende Vorlesung hielt er im selben Jahr zum Thema The Listerian Idea. Während des Zweiten Weltkriegs setzte er seine chirurgischen Tätigkeiten in Portugal fort, ehe er seine Karriere am Amerikanischen Krankenhaus in Neuilly beendete. 1945 wurde er zum Mitglied der Académie des sciences gewählt. René Leriche starb am 28. Dezember 1955 im Alter von 76 Jahren in Cassis bei Marseille. Seine Beerdigung fand in Sainte-Foix bei Lyon statt.

## Klinische und wissenschaftliche Schwerpunkte
Leriche war einer der Pioniere der Gefäßchirurgie. Die Symptome, welche bei einem Verschluss der Hauptschlagader im Bereich ihrer Aufzweigung in die Beckenarterien auftreten, beschrieb er genau, deshalb trägt diese Erkrankung heute seinen Namen: das Leriche-Syndrom. Ferner war er Namensgeber für das Sudeck-Leriche-Syndrom (Synonyme: Morbus Sudeck, Reflexdystrophie, Algoneurodystrophie, komplexes regionales Schmerzsyndrom).
Leriche beschäftigte sich schon früh mit der Sympathikuschirurgie. So war er Erfinder der von ihm von 1917 bis 1922 entwickelten periarteriellen Sympathektomie, eine Denervierung, die auch als Leriche’sche Operation bezeichnet wurde und damals z. B. beim Morbus Raynaud oder chronischen Verschlüssen des Truncus coeliacus durchgeführt wurde. Vor Einführung der Bypasschirurgie war dies die einzige Behandlungsmöglichkeit der arteriellen Verschlusskrankheit. Seine Daten hierzu publizierte er im Journal Lyon Chirurgical, Band 10, 1913. Später befasste er sich mit der Chirurgie der Gefäße und Knochen. Publikationen hierzu erfolgten u. a. 1926 (Problemes de la physiologie normale et pathologique de l'os; mit Albert Policard, Paris) und 1933 (L'Arteriectomie dans les arterites obliterantes). Weiterhin galt sein Interesse der Holistischen Medizin, einem Ansatz, wonach der Patient als Ganzes in seinem Lebenskontext mit der Betonung von Subjektivität und Individualität betrachtet und behandelt werden soll.

## Veröffentlichungen (Auswahl)
- De l’hypoténsion du liquide céphalo-rachidien dans certaines fractures de la base du crâne et de son traitement par injection de serum sous la peau. In: Lyon Chirurgical. Band 17, 1920, S. 638 ff.
- mit Albert Policard: Les problémes de la Physiologie normale et pathologique de l’os. Masson, Paris 1926.
- mit René Fontaine: Chirurgie du sympathique. In: Rev. neurol. Band 1, 1929, S. 1046 ff.